# Jonas José Marques
Jonas José Marques (Vassouras, 9 de junho de 1928 - Vila Velha, 22 de janeiro de 1979) foi cofundador da Igreja Cristã Maranata, tendo, até os dias atuais, grande proeminência e lugar de destaque na instituição, considerado pelos líderes como profeta, de tal modo que sua história está estritamente ligada à história da ICM.
Foi responsável, inclusive, pelo nome da instituição que fundara, e dos locais em que os membros dela receberiam instruções doutrinárias: a partir de uma revelação divina, o pastor Jonas disse que o nome da outrora Igreja Cristã Presbiteriana dever-se-ia passar a ser Igreja Cristã Maranata Maanaim. Com auxílio de Gedelti Gueiros, ficou se estabelecido que a Igreja seria Maranata e que Maanaim seria o nome dado aos retiros espirituais da denominação.

## Biografia
Jonas nascera aos 9 de junho de 1928, no município fluminense de Vassouras, sendo filho do Sr. José Marques e da Sra. Paulina Marques.
Formou-se teólogo no Seminário Teológico Congregacional do Rio de Janeiro - Unidade Pedra de Guaratiba, no Estado do Rio de Janeiro, tendo por professor Edward Hemming Dodd, que viria a ser o segundo presidente da Igreja Cristã Maranata.
Membro da União das Igrejas Evangélicas Congregacionais do Brasil (Igreja Congregacional), foi ordenado pastor em 27 de março de 1954. Quase dois anos depois, em 14 de janeiro de 1956, casou-se com Irone de Amorim, com quem veio a ter três filhas: Marta Lilian, Mirian Raquel e Maria Ester.

## Renovação carismática
Foi pastor da Igreja Congregacional de Juiz de Fora, em Minas Gerais. Lá, Jonas teria recebido a chamada "segunda bênção", isto é, o que os pentecostais chamam de "batismo com o Espírito Santo", que seria a glossolalia.
Essa experiência fora determinante em seu ministério, pois entendia como sendo uma resposta às suas orações por um grande avivamento espiritual. Assim, divergindo doutrinariamente com a Igreja Congregacional, na qual fora ordenado pastor, Jonas partiu para anunciar suas profecias a grupos evangélicos, até ser feito conhecido pelos Gueiros de Vila Velha, provocando posterior cisão na Igreja Presbiteriana do Brasil no Estado do Espírito Santo e fazendo surgir a Igreja Cristã Maranata.

## Profeta da Igreja Cristã Maranata

### Fundação da Igreja Cristã Maranata
Tendo o irmão de Gedelti Gueiros, reverendo Jedaías Victalino Teixeira Gueiros, perdido a eleição para pastor titular da Primeira Igreja Presbiteriana do Brasil em Vila Velha para o reverendo Sebastião Bittencourt, os Gueiros focaram seus esforços num ponto de pregação na cidade de Vila Velha, a chamada Congregação Presbiteriana da Cruz do Campo.
Na Semana Santa de 1967, o Rev. Sebastião fora impedido de pregar naquela Congregação por Alcary Simões e Itamar Médice, a fim de que Jonas pregasse. O reverendo Sebastião foi impedido por três sábados naquela oportunidade. Conforme relato de Joel Ribeiro Brinco, testemunhado pelo Sr. Valentim Pinto da Vitória, o Sr. Teodolino Vieira disse ao Rev. Sebastião que "a doutrina pregada na Congregação de Cruz do Campo era a 'busca do batismo com o Espírito Santo e os dons espirituais, de acordo com o Movimento de Renovação  Carismática'  e  que a liderança da Congregação convidava pregador e à revelia do Conselho da Igreja. Ao final, chamou o Pastor de 'Editor de Bula Papal' e responsável por todos os problemas da Igreja Presbiteriana de Vila Velha, por ter vetado uma série de pregações de Jonas Marques na sede da Igreja".
Ali Jonas estendeu sua influência. Em janeiro de 1968 o então presbítero Manoel dos Passos Barros, que se tornou o primeiro presidente da Igreja Maranata, ordenado pastor posteriormente, elaborou a ata de fundação da igreja, subscrevendo-a 70 adultos e 11 menores de idade, todos oriundos da Primeira Igreja Presbiteriana do Brasil em Vila Velha (PIPBVV).

### Revelação divina acerca da nomenclatura da denominação
Entre os anos de 1978 e 1979, Jonas adoecera. Nesse ínterim, tivera uma revelação quanto ao nome da instituição religiosa que ajudara a fundar, oriunda da Primeira Igreja Presbiteriana do Brasil em Vila Velha.
Conforme relato do Sr. Amadeu Loureiro, membro da cúpula maranática, Jonas teria procurado Gedelti Gueiros e dito: “O Senhor me revelou que nós temos que mudar o nome da igreja. O Senhor revelou que o nome da igreja vai ser 'Igreja Maranata Maanaim'". Ainda segundo Amadeu, Gedelti teria respondido: “Jonas, vamos colocar em ordem. Maranata é o templo. Os templos serão chamados de Maranata e os Maanains, serão o lugar do retiro espiritual, o lugar para a doutrina".

## Morte
Segundo relato da cúpula da Maranata, Jonas Marques tivera uma experiência de "arrebatamento", no qual conversara com um "ser celeste" e soubera que teria mais um ano de vida. Retornando a si, compôs o hino que se encontra na contracapa das coletâneas de hinos da ICM, chamado "Aquilo que fui não sou mais".
Aquilo que fui não sou mais
Aquilo que fui não sou mais,
Nem sou tudo o que devo ser;
Já sou pela graça o que sou
E ao vê-lo estou certo que vou
Na Glória de Cristo viver.
Maranata, Maranata,
Em breve o Senhor voltará;
Maranata, Maranata,
Ele mesmo virá nos buscar.
Eu morto pensei que vivia,
Já vivo e com Cristo morri;
Para ele, estou ressuscitado,
Para o mundo, estou crucificado;
Minha vida em Jesus escondi.
Maranata, Maranata,
Em breve o Senhor voltará;
Maranata, Maranata,
Ele mesmo virá nos buscar.
Minh’alma gozando riquezas,
Tesouros que o mundo não dá,
Caminha na doce esperança,
Da vida em eterna bonança,
Na glória onde Jesus está.
Maranata, Maranata,
Em breve o Senhor voltará;
Maranata, Maranata,
Ele mesmo virá nos buscar.
Jonas falecera aos 22 de janeiro de 1979, aos 50 anos, tendo deixado sua esposa, Irone Amorim, e três filhas. Suas doutrinas são tidas, pela Igreja Cristã Maranata, como base da fé da denominação, continuando a norteá-la e a servir-lhe de estrela polar e bússola, é, portanto, seu profeta fundador.

## Homenagens
O município,  que abriga, até a presente data, a sede da Igreja Cristã Maranata, Vila Velha, no Estado do Espírito Santo, fez mudar o nome da Rua América do Sul para Rua Pastor Jonas Marques (CEP 29100-280), que tem por início a Rua Henrique Moscoso e tem por fim a Rua Professor Telmo de Souza Torres.